# Братниці
Братниці (словен. Bratnice) — поселення в общині Іванчна Гориця, Осреднєсловенський регіон, Словенія. Висота над рівнем моря: 305,7 м.